# モーション・ピクチャー・パテンツ・カンパニー

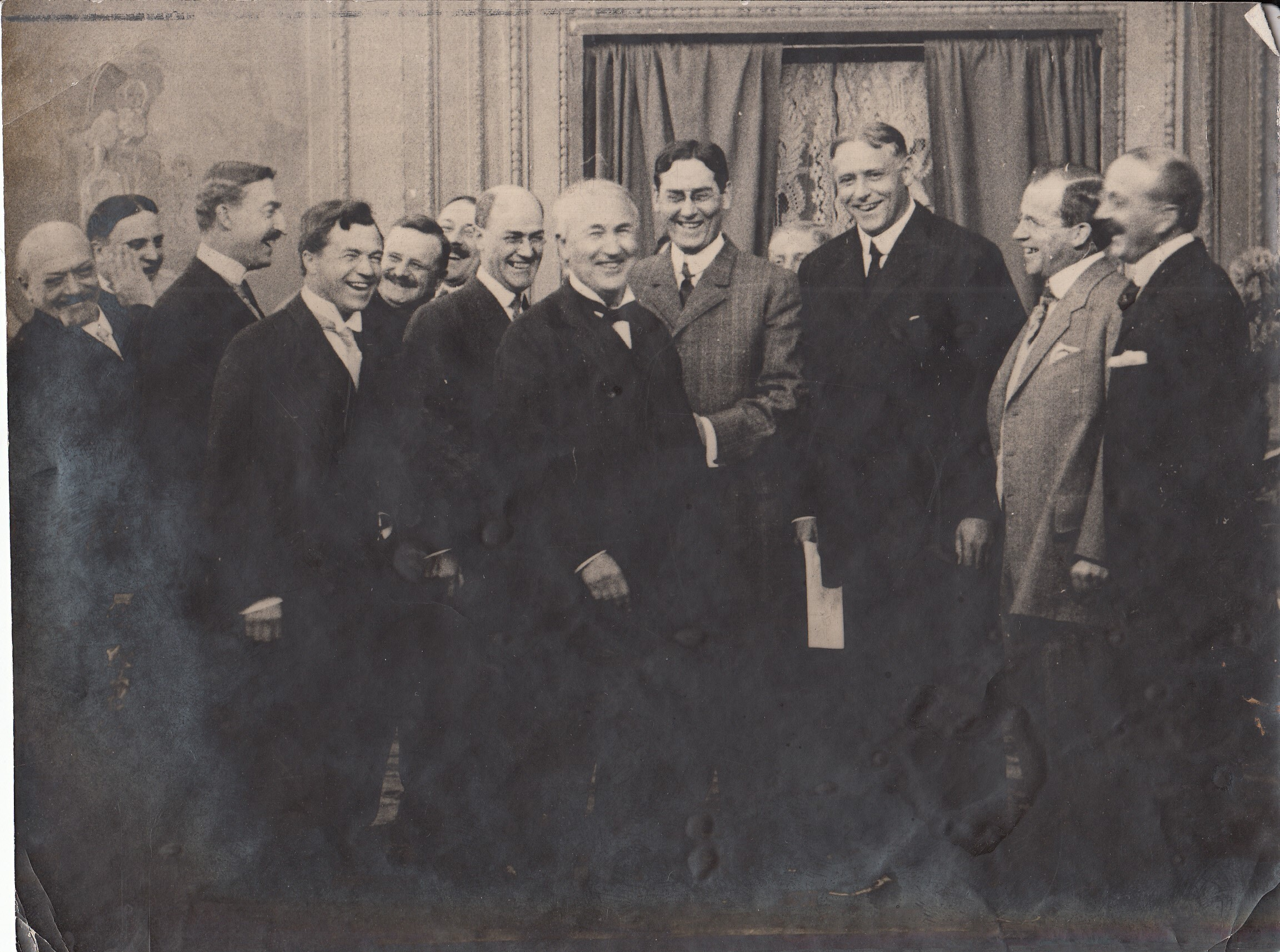
トーマス・エジソンとトラスト参加各社の代表たち(1908年12月）

モーション・ピクチャー・パテント・カンパニー（英語: Motion Picture Patents Company, 略称 MPPC、「映画特許会社」）は、1908年12月に当時のアメリカ合衆国の大手映画会社が組んだトラスト。日本語圏内では、別名でエジソン・トラスト（Edison Trust）、あるいはザ・トラストとも言う。
映画撮影の特許多数を保有し、映画製作会社も経営していた発明王トーマス・エジソンが、活況を呈した映画業界を管理下に置き、利益を吸収するために形成したトラストであった。
MPPCはアメリカ国内での映画製作・配給を独占し、ヨーロッパ映画がアメリカ市場を席巻していた状況を終わらせた。またアメリカで製作される映画の質を高めて競争力を強め、アメリカでの映画の配給・上映の方式を標準化した。
しかしトラストに加入しないエクスチェンジ業者などの中間配給会社を抑圧したため、エクスチェンジ業者や独立系映画会社はニュージャージー州など当時のアメリカ映画の中心地を逃れ、新天地ハリウッドへと移転していった。
またトラストに加入していた各社の長編映画製作への進出、およびトラスト外からの融資受け入れを抑制させ、結果的にトラスト各社の衰退へとつながっている。
最終的には連邦政府より訴えられ、反トラスト法違反とされて終焉を迎えた。

## 参加企業
このトラスト（MPPC）に参加した企業は以下の通りである。
- エジソン・スタジオ（Edison, トーマス・エジソンの会社）
- バイオグラフ・スタジオ（Biograph）
- ヴァイタグラフ・スタジオ（Vitagraph）
- エッサネイ・スタジオ（Essanay）
- セイリグ・スタジオ（Selig）
- ルービン・スタジオ（Lubin）
- カレム・スタジオ（Kalem）
- アメリカン・スター（American Star, フランスのジョルジュ・メリエスの米国法人）
- アメリカン・パテ（American Pathé, フランスのパテ兄弟社の米国法人）

これら映画産業黎明期の大手映画製作会社に加え、最大手の映画配給業者ジョージ・クライン（George Kleine）、映画フィルム生産・販売の最大手イーストマン・コダックもトラストに加わった。

## MPPCの設立

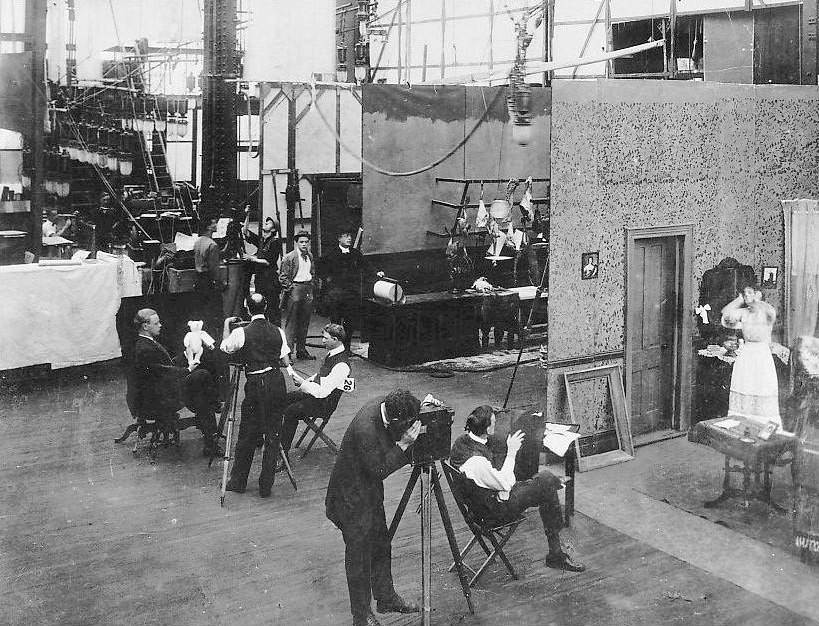
ニューヨークのブロンクスにあったエジソン所有の映画スタジオ内部（1910年代初頭）。複数の映画の撮影が同時に進んでいる

MPPCのモデルになったのは、1907年から1908年にかけて発効した、映画会社のトラスト「エジソン特許システム」（Edison licensing system）だった。1890年代以来、エジソンは映画撮影用カメラに関するアメリカ国内の特許の殆どを所有していた。1900年代には、エジソンの映画会社であるエジソン・マニュファクチャリング・カンパニー（Edison Manufacturing Company）は、特許を盾にアメリカ国内の競争企業を次々に提訴し、アメリカの映画製作業界は麻痺状態となり結果的に2社が寡占する状態になった。エジソンのスタジオと、エジソン製の映画撮影機器とは異なる機器を用いていたバイオグラフ・スタジオである。
映画製作の手段を絶たれた他の映画会社は、外国映画、主にイギリス映画とフランス映画の輸入に活路を見出した。これに対してエジソンは、1902年から配給会社や興行会社に対して、もしエジソンの機材や映画のみを使用しなかった場合、エジソンの特許を侵害する映画製作を幇助したものとみなして法廷に訴えることになると通告している。
相次ぐエジソンからの裁判によって消耗した競合企業のエッサネイ、カレム、パテ兄弟社、セイリグ、ヴァイタグラフは1907年、エジソンに対して特許使用許可の合意のための交渉をもちかけ、ルービンもこの交渉に迎えられた。こうして「エジソン特許システム」が成立した。上記の各社以外に特許使用許可合意に加わろうとした会社もあったが、許可は下りなかった。この特許使用許可から除外された映画会社には、エジソンが映画市場から撤退させようとしていた宿敵バイオグラフもあった。特許使用許可合意の目的は、エジソン側弁護士によれば、「現在の製作会社のビジネスを守り、市場を全ての競争者に開放しない」ことであった。
エジソン特許システムから排除されたバイオグラフ・スタジオは、報復として「レイサム・ループ」（Latham loop）の特許を買収した。レイサム・ループは映画フィルムの振動やたるみを防ぐ機構で、長いフィルムの撮影・映写を可能にした技術であり、当時のほぼ全ての映画撮影カメラや映写機が使っていた死活的に重要な技術だった。1907年、連邦裁がこの特許の正当性を認めると、エジソンは1908年5月、敵であったバイオグラフと「エジソン特許システム」の再編のための交渉に入った。
この結果、MPPCが成立した。このトラストは16の特許を利権として共同保有した（パテントプール）。そのうち10の特許は比較的重要性の小さなもので、残る6つが重要な特許であった。すなわちカメラの特許1つ、フィルムの特許1つ、レイサム・ループの特許1つ、映写機の特許3つである。

## MPPCの役割と影響
MPPCは映画配給会社や興行会社へのフィルム販売を完全に廃止し、レンタル制に転換させた。これには、売られたフィルムが各地の映画館を転々とし、耐用年数を超えて劣化しても上映され続けていた状態を改め、上映されるフィルムの質を維持するという目的があった。またMPPCは映画のレンタル料率を定額にし、映画館が上映する映画を選ぶ過程から価格という要素を排除した。この結果、より多くの映画館で映画を上映させて収益を上げるためには、価格の安さでなく内容の面白さが重要な要素となり、映画製作各社は作品の質の向上で競争することになった。
MPPCが保有していた特許は、カメラ・フィルム・映写機などのライセンス供与の合意を強制的に執行できるよう、また不許可の使用を防ぐよう、特許権者が連邦の法執行機関を使うことを認めるものであった。MPPCは探偵や、場合によっては雇い入れたごろつきやマフィアとのつながりも使い、MPPCの許可なく行われている映画撮影を暴力的に妨害することもあった。

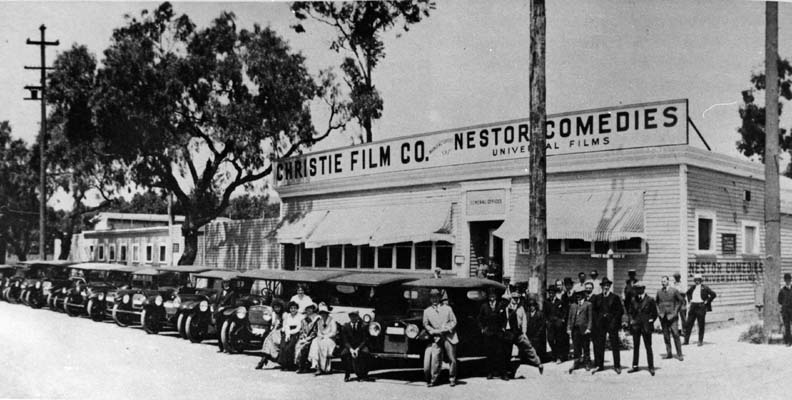
1911年、ニュージャージー州の映画会社ネスター・スタジオはハリウッドにスタジオを開設した。これがハリウッド最初の撮影所とされる。同社は後にユニバーサルに吸収された

当時のアメリカの映画市場の4分の1から3分の1を占めていたのは、MPPCの許可のない群小の独立系の映画会社だった。特許から排除されMPPCの暴力にさらされた彼らは、映画製作を続けるため、当時の映画製作の中心地でエジソンの本拠地でもあったニュージャージー州やニューヨークやシカゴから逃れ、エジソンの手の届かない遠いカリフォルニア州ハリウッドへと移転した。ハリウッドのすぐ南にはメキシコとの国境があり、独立系業者はもし裁判を起こされればMPPCの特許の及ばないメキシコへ逃げて製作を続けることも考慮に入れていた。サンフランシスコに拠点を置き、西部一帯を管轄する連邦裁判所第9巡回控訴裁判所は、この種の特許権訴訟に反対していたほか、カリフォルニア州南部の年中晴れた気候、砂漠やジャングルや高山といったロケ地の多様さ、東海岸と比べた労賃の安さがハリウッドを映画製作の新たな中心とした。南カリフォルニアは東海岸と比べて、南ヨーロッパ、東ヨーロッパ、ユダヤなどの民族に対する抑圧が少なかったため、ヨーロッパ移民などの才能を吸収しやすい地域でもあった。

## MPPCの最期
MPPCの衰退の理由は多岐にわたっている。最初の一撃となったのは1911年、フィルム業界の品質と価格を先導していたイーストマン・コダックが、MPPC各社に対するフィルムの独占供給契約を改定し、MPPCの許可のない独立系の映画製作会社も含め全ての会社にフィルムを売れるようにしたことであった。それから12ヶ月で独立系映画を上映する映画館数は急速に増加した。
衰退の理由のもう一つは、MPPCが映画産業を支配するに当たり、特許や訴訟という手段を過信していたことにあった。MPPCは、特許使用を許可しないことで独立系業者を業界から排除できると考えていた。しかし探偵を使って特許侵害を調査し、裁判所から侵害者に対する禁止命令を得るという作業は非常に時間のかかるものであり、全米の遠く離れた各地で次々に新たな映画会社や映画館が誕生するという勢いにはとても追いつけなかった。
1912年から1913年には、外国映画会社や独立系映画会社がフィーチャー映画（長編映画）を製作し、大衆の人気を得つつあったが、MPPCは長時間映画の配給に慎重であった。エジソン、バイオグラフ、エッサネイ、ヴァイタグラフが最初の長編映画を公開したのは1914年になってからであり、そのときまでに独立系映画会社は数十から数百の長編映画を公開しておりMPPC各社から人気を奪っていた。MPPCは映画俳優への支払いを抑制するために俳優名をクレジットしない方針を取っていたが、独立系会社は人気俳優の名を売ることで映画館に観客を呼び、同時に俳優にも有名になる機会を与えてMPPC各社から俳優を引き抜くことを考えた。
こうして独立系各社はスター・システムを築き、俳優や観客をMPPCから奪っていった。
商業映画の製作と上映の黎明期だった1890年代半ばに成立した特許のうち、最後のものが1913年9月に失効し、MPPCの特許使用料徴収は終了した。これによりMPPCは、特許を通じたアメリカ映画産業の支配能力を失い、その代わりに1910年に設立した映画配給を独占する子会社のジェネラル・フィルム・カンパニー（General Film Company）を通じた支配に移行することになる。
1914年の第一次世界大戦勃発も、ヨーロッパ市場に多くを依存していたMPPC各社にとっては打撃となった。一方、独立系映画会社はアメリカ国内市場に集中しており、大戦による影響は限定的だった。
そして「アメリカ合衆国対モーション・ピクチャー・パテンツ・カンパニー裁判」（United States v. Motion Picture Patents Co.）の連邦裁での判決が、1915年10月1日に下り、MPPCは止めを刺された。この判決で、MPPCの行動は特許使用を守るという目的の必要性を逸脱したものとされ、シャーマン反トラスト法に照らして違法な取引制限であるとされた。
MPPCの足枷が外れたアメリカの映画産業は、急激に成長を始め、ハリウッドは世界最大の映画産業集積地となってゆく。一方、MPPCの上訴は却下され、1918年にMPPCは終焉を迎えた。